# أناتان آل
أناتان آل (بالنرويجية: Anathon Aall) هو فيسلوف ومؤرخ فلسفة نرويجي، وأستاذ في جامعة أوسلو، ولد في 15 أغسطس 1867وتوفي في 9 يناير 1943 كانت أبرز أفكاره التشكيك في اللاهوت الرسمي، الأمر الذي أثار ضده موجة من الانتقادات الحادة. كما اهتم كذلك بدراسة الشخصية والأنا، وتبنّى تصوراً تعددياً للعالم.

## مؤلفاته
- تاريخ اللوغوس وتطوره في الفلسفة اليونانية والأدب المسيحي (1896 - 1899).
- الفلسفة في الدانمارك والنرويج (1928).
- علم النفس الاجتماعي (1938).